# Dixonius
Dixonius é um género de répteis escamados da família Gekkonidae. Este é um género introduzido recentemente (1997).

## Espécies
Estão descritas treze espécies:
- Dixonius aaronbaueri Ngo & Ziegler, 2009
- Dixonius dulayaphitakorum Sumontha & Pauwels, 2020
- Dixonius hangseesom Bauer, Sumontha, Grossmann, Pauwels & Vogel, 2004
- Dixonius kaweesaki Sumontha, Chomngam, Phanamphon, Pawangkhanant, Viriyapanon, Thanaprayotsak & Pauwels, 2017
- Dixonius lao Nguyen, Sitthivong, Ngo, Luu, Nguyen, Le & Ziegler, 2020
- Dixonius mekongensis Pauwels, Panitvong, Kunya & Sumontha, 2021
- Dixonius melanostictus (Taylor, 1962)
- Dixonius minhlei Ziegler, Botov, Nguyen, Bauer, Brennan, Ngo & Nguyen, 2016
- Dixonius pawangkhananti Pauwels, Chomngam, Larsen & Sumontha, 2020
- Dixonius siamensis (Boulenger, 1899)
- Dixonius somchanhae Nguyen, Luu, Sitthivong, Ngo, Nguyen, Le & Ziegler, 2021
- Dixonius taoi Botov, Phung, Nguyen, Bauer, Brennan & Ziegler, 2015
- Dixonius vietnamensis Das, 2004